# Pohnshalligkoog

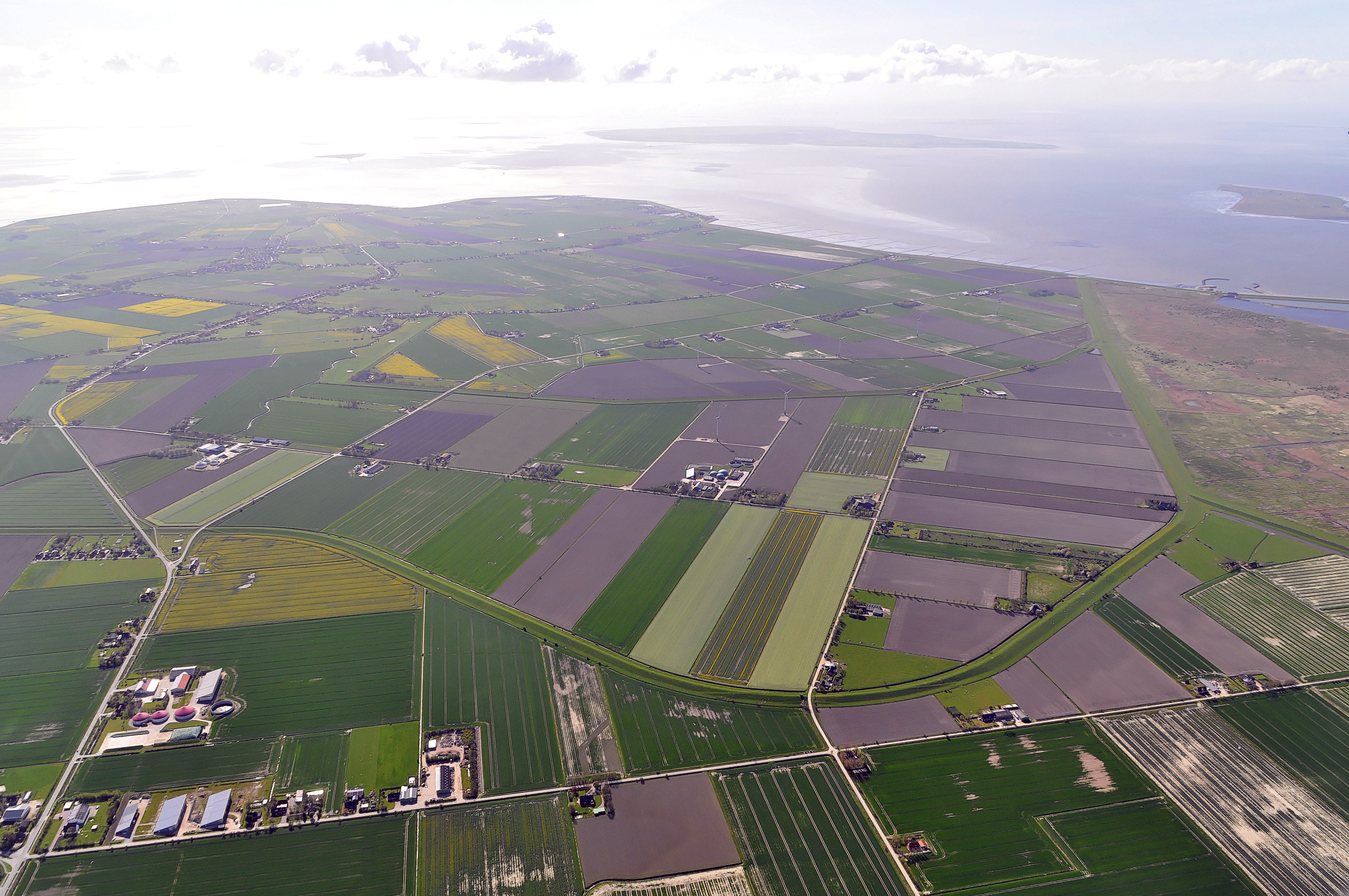
Luftbild (Mai 2012)

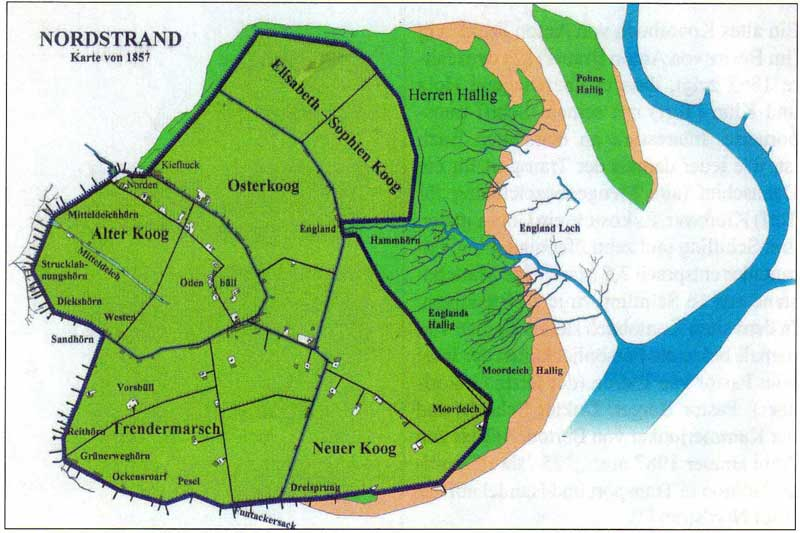
Die Pohnshallig östlich von Nordstrand auf der Karte von 1857

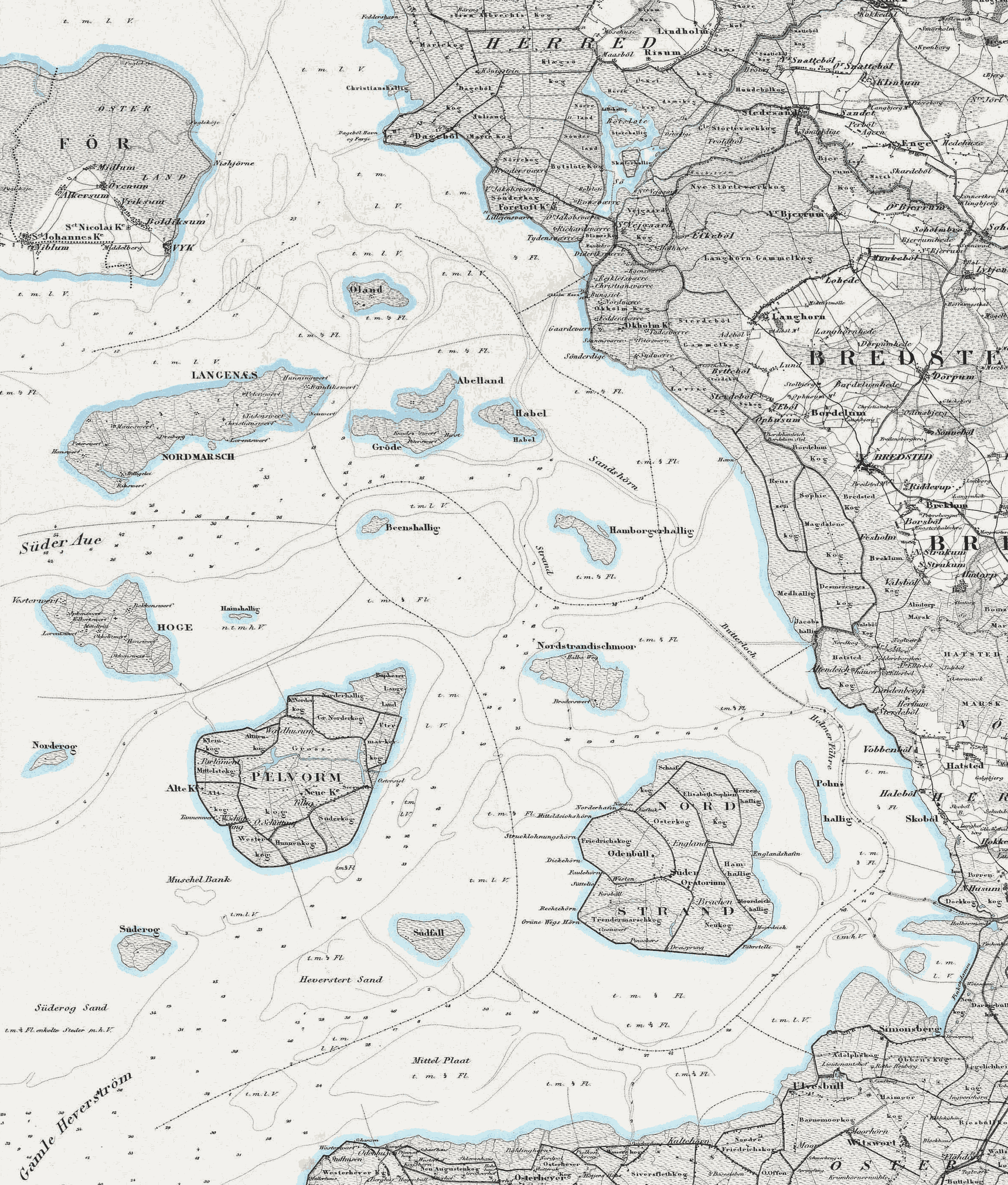
Die Pohnshallig östlich von Nordstrand auf der Karte von 1858

Der Pohnshalligkoog, umgangssprachlich auch Pohns oder Pohnskoog genannt, ist der jüngste bewohnte Koog der Halbinsel Nordstrand. Er ist als Ortsteil der Gemeinde Nordstrand angehörig.

## Geschichte
Die Pohnshallig, eine ehemalige Hallig, wurde durch die Burchardiflut im Jahre 1634 von der Insel Alt-Nordstrand abgerissen. Nachdem im 18. und 19. Jahrhundert sukzeissive ehemalig besiedelte Landstriche neu bedeicht wurden und sich die Insel Stück für Stück neu in Richtung Osten ausdehnte, kam es schließlich im Jahr 1924 zur Eindeichung der Pohnshallig.
In den Jahren dazwischen war die unbewohnte Hallig zeitweilig durch die Schobüller zur Heugewinnung genutzt worden.

## Geographie
Der Pohnshalligkoog ist der östlichste und mit 695 ha zweitgrößte Koog der Halbinsel Nordstrand. Die Eindeichung des Beltringharder Koogs im Jahr 1987 machte die ehemalige Insel Nordstrand zur Halbinsel. Dieser bildet, auch nach Aufteilung der insgesamt erschlossenen Koogsfläche von 3340 ha auf die angrenzenden Nachbargemeinden, den größten Koog der Halbinsel.
Im Koog befindet sich der inselseitige Übergang zum Nordstrander Damm. Dieser bildet die (quasi) einzige öffentliche Zuwegung vom nordfriesischen Festland zur Halbinsel. Eine weitere Zuwegung besteht darüber hinaus lediglich für Fußgänger und Radfahrer über die Außendeichswege des Beltringharder Koogs.
Der Ortsteil Pohnshalligkoog hat 274 Einwohner und ist verwaltungsrechtlich ein Ortsteil der politischen Gemeinde Nordstrand.

## Wirtschaft
Die Bewohner des Pohnshalligkooges leben wie die restlichen Bewohner von Nordstrand überwiegend von Landwirtschaft, Dienstleistungen und Tourismus. Im Koog wurde etwa 2007 eine Biogasanlage errichtet, die von einem vor Ort ansässigen Landwirt betrieben wird. Die Fremdenverkehrsstruktur ist unter anderem geprägt durch einen Wohnmobilpark auf einem ehemaligen Bauernhof.